# 777 هـ
777 هـ هي سنة في التقويم الهجري امتدت مقابلةً في التقويم الميلادي بين سنتي 1375 و1376.

## مواليد
- ابن ناصر الدين

## وفيات
- ابن الشاطر
- برهان الدين الاخنائي